# József Kardos
Dans le nom hongrois Kardos József, le nom de famille précède le prénom, mais cet article utilise l’ordre habituel en français József Kardos, où le prénom précède le nom.
Pour les articles homonymes, voir Kardos (homonymie).
József Kardos, né le 29 mars 1960 à Nagybátony (Hongrie) et mort le 28 juillet 2022, est un footballeur international hongrois qui évoluait au poste de défenseur, avant de devenir ensuite entraîneur.

## Biographie

### Carrière de joueur

#### Carrière en club
József Kardos évolue en Hongrie et en Grèce. Il joue pendant neuf saisons avec le club d'Újpest, entre 1978 et 1987. Il remporte avec cette équipe, un titre de champion de Hongrie, et trois Coupes de Hongrie.
Il dispute un total de 262 matchs en première division hongroise, inscrivant 38 buts. Il réalise sa meilleure performance lors de la saison 1983-1984, où il inscrit 7 buts en championnat. Il joue également 17 matchs en première division grecque, marquant deux buts.
Participant aux compétitions européennes, il dispute 4 matchs en Coupe d'Europe des clubs champions, 2 matchs en Coupe de l'UEFA, et 10 matchs en Coupe des coupes. Il inscrit son seul but en Coupe de l'UEFA le 16 septembre 1980, contre le club espagnol de la Real Sociedad. En Coupe des coupes, il inscrit un doublé le 28 septembre 1983 contre l'AEK Athènes. Il s'agit de deux buts inscrits sur penalty. Il atteint les quarts de finale de la Coupe des coupes en 1984, en étant battu par l'équipe écossaise d'Aberdeen, le tenant du titre.

#### Carrière en sélection
Avec les moins de 20 ans, il participe à la Coupe du monde de football des moins de 20 ans 1979 organisée en Hongrie. Lors du mondial junior, il joue trois matchs : contre l'URSS, l'Uruguay, et la Guinée.
József Kardos reçoit 33 sélections en équipe de Hongrie entre 1980 et 1987, inscrivant trois buts. Toutefois, seulement 31 sélections sont officiellement reconnues par la FIFA.
Il joue son premier match en équipe nationale le 8 octobre 1980, en amical contre l'Autriche (défaite 3-1 à Vienne). Il inscrit son premier but avec la Hongrie le 3 décembre 1983, contre la Grèce (match nul 2-2 à Thessalonique) Cette rencontre rentre dans le cadre des éliminatoires de l'Euro 1984.
Il inscrit son deuxième but le 4 avril 1984, en amical contre la Hongrie (victoire 0-6 à Istanbul). Il marque son troisième et dernier but le 26 septembre 1984 en égalisant (1-1) sur coup franc contre l'Autriche (victoire 3-1 à Budapest). Cette rencontre rentre dans le cadre des éliminatoires du mondial 1986,.
József Kardos figure dans le groupe des sélectionnés lors de la Coupe du monde de 1986. Lors du mondial organisé au Mexique, il joue trois matchs : contre l'Union soviétique, le Canada, et la France.
Il reçoit sa dernière sélection le 29 avril 1987, contre les Pays-Bas, lors d'un match comptant pour les éliminatoires de l'Euro 1988 (défaite 2-0 à Rotterdam).

## Palmarès
Újpest
- Championnat de Hongrie (1) :
  - Champion : 1978-79.
  - Vice-champion : 1979-80 et 1986-87.

- Coupe de Hongrie (3) :
  - Vainqueur : 1981-82, 1982-83 et 1986-87.